# Kirchenrecht
Kirchenrecht ist das selbst gesetzte Recht einer Kirche.
In den deutschsprachigen Ländern geht es vor allem um das römisch-katholische und um das evangelische Kirchenrecht. Ein Synonym für das katholische Kirchenrecht ist kanonisches Recht. Auch die orthodoxen und anglikanischen Kirchen bezeichnen ihr eigenes Recht als kanonisches Recht.
Gegenbegriff zum kirchlichen Recht ist das weltliche Recht, insbesondere das jeweilige staatliche Recht. Auch das staatliche Recht kann sich auf die Kirche(n) beziehen (Staatskirchenrecht). Das Kirchenrecht und das Staatskirchenrecht unterscheiden sich in dem Geltungsgrund (Autorität): Recht auf Grund der originären Selbstgesetzgebungskompetenz einer Kirche oder Recht auf Grund staatlicher Souveränität.
Sowohl zum Kirchenrecht wie zum Staatskirchenrecht gehören Staatskirchenverträge (Konkordate bzw. Kirchenverträge) bzw. analoge Vereinbarungen mit anderen Religionsgemeinschaften: „Vertragsstaatskirchenrecht zwischen Kirche und Staat gilt in der Kirche kraft kirchlicher und im Staat kraft staatlicher Autorität.“

## Wesen und Bedeutung
Das westkirchliche Kirchenrecht geht auf scholastische Traditionen (insb. Gratian und auch Thomas von Aquin) zurück. Historisch gesehen hat das römisch-katholische Recht lange Jahre Vorbildwirkung für das staatliche Recht ausgeübt. Zahlreiche Institute (z. B. der Dispens) wurden aus ihm entlehnt, das Studium „beider Rechte“ (so die Übersetzung des juristischen Doktorgrads: Dr. utr[iusque]. iur[is].) war über Jahrhunderte Selbstverständlichkeit (als Grundlage weltliches römisches Recht, daran anschließend das kanonische Recht).
Die große Bedeutung, die das Kirchenrecht lange Zeit hatte, beruht primär darauf, dass bis in die Neuzeit das Personalitätsprinzip in der Rechtsprechung vorherrschend war und erst schrittweise vom Territorialprinzip abgelöst wurde. Während nach dem Territorialitätsprinzip das am Ort geltende Recht verbindlich ist, wird beim Personalitätsprinzip nach dem Recht der Körperschaft geurteilt, in der eine Person Mitglied ist. Das Personalitätsprinzip unterscheidet also zum Beispiel auch zwischen Bürgern und am Ort ansässigen Nichtbürgern. Entsprechend unterlagen alle Getauften automatisch dem Kirchenrecht und damit der kirchlichen Gerichtsbarkeit. Mitglieder des Klerus unterlagen außerdem einem privilegierten Gerichtsstand (privilegium fori); sie hatten also das Recht, dass alle sie betreffenden Rechtsstreitigkeiten von einem kirchlichen Gericht entschieden wurden, auch wenn ansonsten ein weltliches Gericht für den Fall zuständig gewesen wäre. Ein Jurist musste also Kenntnisse des Kirchenrechts haben, sobald er mit Rechtsfällen zu tun hatte, in die auch Mitglieder des Klerus verwickelt sein konnten, was oft der Fall war. Erst mit der allgemeinen Durchsetzung des Territorialprinzips entfiel diese Notwendigkeit, auch in juristischen Alltagsfragen „beide Rechte“ zu beherrschen.
Umstritten ist die Rechtsqualität des Kirchenrechts. Die von Johannes Heckel geprägte dualistische Kirchenrechtslehre hält kirchliches und weltliches Recht für wesensverschieden. Die wohl herrschende monistische Kirchenrechtslehre, die insbesondere von Hans Dombois vertreten wurde, sieht dagegen keinen solchen Unterschied, sondern in beiden Fällen verbindliche Normen mit Geltungsanspruch. In der Praxis spielt diese rechtsphilosophische Streitfrage keine Rolle.

### Bedeutung für die römisch-katholische Kirche
Die römisch-katholische Kirche legitimiert sich als Institution in ihrem traditionellen Selbstverständnis über die apostolische Sukzession, also die Kontinuität bis zu Petrus als erstem Papst und Bischof von Rom: „Du bist Petrus, und auf diesen Felsen will ich meine Kirche bauen“ (Mt 16,18). Dies erinnert deutlich an einen juristischen Übertragungstatbestand, etwa die Erteilung einer (Unter-)Vollmacht. Die kirchliche Identität ist damit für die römisch-katholische Kirche vor allem Rechtskontinuität, das Kirchenrecht für sie konstitutiv. Die Frage nach dem Verhältnis der Institution Kirche zur Kirche als Gemeinschaft der Heiligen im Sinne des dritten Glaubensartikels, des mystischen Leibes Christi (ecclesia invisibilis, „unsichtbare Kirche“), stellt sich folglich für sie nur in sehr abgeschwächter Form. Die Kirche kennt nicht nur menschengemachtes, sondern auch unmittelbar bindendes, unabänderliches göttliches Recht (ius divinum). Unter Berufung auf die Heilige Schrift die Berechtigung des Kirchenrechts zu verneinen, erscheint aus katholischer Sicht selbstwidersprüchlich: Was zum Kanon der Heiligen Schrift gehört, definiert die Kirche auf Grund ihrer rechtlichen Kanonisierungsbefugnis.
Auch das Zweite Vatikanische Konzil betrachtet zwar die Kirche als Volk Gottes, in der daher ein gemeinsames Priestertum aller Gläubigen walte, unter denen eine fundamentale Gleichheit bestehe: alle haben am Dienst der Verkündigung, der Heiligung und der Leitung teil (Communio fidelium). Innerhalb der Christgläubigen werden aber Träger besonderer Leitungsvollmacht (Papst und Bischöfe) unterschieden, deren Legitimation aus der Sendung des Zwölferkreises mit Petrus an der Spitze folgt (Communio hierarchica). Diese Communio hierarchica unterscheidet sich vom gemeinsamen Priestertum nicht dem Grade, sondern dem Wesen nach: sie ist keine Steigerung des gemeinsamen. Beide, communio fidelium und communio hierarchica, sind aufeinander bezogen und üben die eine Sendung der Kirche aus. Weil diese kirchliche communio eine organisch und synodal strukturierte Wirklichkeit ist, die auch eine rechtliche Gestalt verlangt, ist das Kirchenrecht auch nach dem Konzil notwendig und theologisch begründet.
Das kanonische Recht ist das Kirchenrecht der römisch-katholischen Kirche des lateinischen Ritus sowie der katholischen Ostkirchen. Es regelt die internen Angelegenheiten der kirchlichen Gemeinschaft und sieht für viele Bereiche eine eigene Gerichtsbarkeit vor. Sein Name leitet sich von griechisch bzw. lateinisch canon („Richtschnur“) ab. Die einzelnen Normkomplexe im Codex des kanonischen Rechtes werden als Canones bezeichnet.
Die Sammlung und Kodifizierung des Kirchenrechts begann im Mittelalter und führte zu der Sammlung des Corpus Iuris Canonici, das das maßgebliche Gesetzbuch der römisch-katholischen Kirche blieb. 1917 erschien für die lateinische Kirche erstmals der neubearbeitete Codex Iuris Canonici, der 1983 unter dem Einfluss des Zweiten Vatikanischen Konzils komplett überarbeitet wurde. Für die katholischen Ostkirchen wurde 1990 der Codex Canonum Ecclesiarum Orientalium erlassen.
Das Recht der katholischen Kirche trieb die Entwicklung des deutschen Prozessrechtes, namentlich des Strafprozesses, stark voran. Das Schuldrecht ist zum Beispiel durch den aus dem kanonischen Recht vermittelten Grundsatz pacta sunt servanda („Verträge sind einzuhalten“) wesentlich beeinflusst worden, weil damit die strenge Förmlichkeit des römischen Rechts – dieses vornehmlich übermittelt durch die iustinianischen Konstitutionen des später so genannten Corpus iuris civilis – überwunden werden konnte. Im Eherecht der katholischen Kirche schränkte es die Heirat unter Verwandten ein und begründete die gegenseitige eheliche Treuepflicht. Die Kanonistik war bei der Vermittlung des moraltheologischen Begriffs der Strafe an das weltliche Strafrecht von zentraler Bedeutung.

### Bedeutung für die evangelischen Kirchen
Die evangelischen Kirchen in Deutschland haben sich mit der Reformation aus der Rechtskontinuität des katholischen Kirchenrechts gelöst und ein eigenes, positives Recht auf der Basis der Bekenntnisschriften (und auch des landesherrlichen Kirchenregiments) geschaffen: die sogenannten Kirchenordnungen. Da sie keine Trennung zwischen Priestern und Laien kennen („Priestertum aller Gläubigen“), fehlt es auch an jeder Grundlage für eine der Apostolischen Sukzession entsprechende Legitimation.
Aus dieser Situation entstand der Zwang, sich dennoch als (weltweite, alle Christen umfassende) Kirche verstehen zu können. Die Grundlagen legte die Confessio Augustana (CA) und deren Art. 7, der „Kirche“ als „Versammlung aller Gläubigen, bei denen das Evangelium rein gepredigt und die heiligen Sakramente dem Evangelium gemäß gereicht werden“ versteht. Damit lehnt sich die reformatorische Auffassung an den Gemeindebegriff von Apg 2,42 an: „Sie blieben aber beständig in der Lehre der Apostel und in der Gemeinschaft und im Brotbrechen und im Gebet.“
Dem Kirchenrecht kommt neben diesem inhaltlich bestimmten Kirchenbegriff (Bibel – Beisammensein – Brotbrechen – Beten) eine der katholischen Kirche vergleichbare Bedeutung daher nicht zu: „(…) es ist nicht zur wahren Einheit der christlichen Kirche nötig, dass überall die gleichen, von den Menschen eingesetzten Zeremonien eingehalten werden“ (Art. 7 CA).
Damit stellt sich für die evangelische Kirche aber die Frage des Verhältnisses der rechtlich existierenden Kirche zur „geistigen“ Kirche. Abhängig vom jeweiligen Kirchenverständnis wurde in der evangelischen Kirche die Existenz von Kirchenrecht sogar vollkommen geleugnet (Rudolph Sohm: „Das Kirchenrecht steht mit dem Wesen der Kirche im Widerspruch.“ (1892)). Dem liegt die Vorstellung zu Grunde, Recht könne überhaupt nur vom Staat gesetzt werden. Diese Ansicht gab die kirchlichen Strukturen freilich völlig dem staatlichen Zugriff preis. Gleichwohl hat 1649 Benedikt Carpzov der Jüngere ein kodifiziertes Kirchenrecht geschaffen, das erste einer protestantischen Kirche überhaupt.
Diese Ansicht wurde dann auch in der Erfahrung des Kirchenkampfes des Dritten Reiches dahingehend überwunden, dass die Notwendigkeit vom Staat unabhängiger Kirchenordnungen erkannt wurde (Barmer Theologische Erklärung) – der Kirche als Gemeinschaft konnte es eben doch nicht egal sein, wer ihre rechtlichen Strukturen lenkte (Nr. 3: „Wir verwerfen die falsche Lehre, als dürfe die Kirche die Gestalt (…) ihrer Ordnung ihrem Belieben oder dem Wechsel der jeweils herrschenden weltanschaulichen und politischen Überzeugung überlassen.“; Nr. 4: „Wir verwerfen die falsche Lehre, als könne und dürfe sich die Kirche abseits von diesem Dienst besondere, mit Herrschaftsbefugnissen ausgestattete Führer geben und geben lassen.“). Eine kirchenlegitimierende Bedeutung hat das Kirchenrecht in der evangelischen Kirche aber dadurch nicht erlangt.

### Das Kirchenrecht der Ostkirchen
In den Ostkirchen spielt der Rechtsgedanke insgesamt eine wesentlich geringere Rolle als in den westlichen Kirchen. Die stärkeren staatlichen Strukturen in ihren Gebieten machten die Entwicklung einer eigenen Gesetzgebungs- und Rechtsprechungstradition weniger notwendig. Das dortige Kirchenrecht besteht im Wesentlichen aus einer kleinen Zahl ausformulierter Regeln und einer großen Zahl Gewohnheiten, die meist sehr flexibel gehandhabt werden, in einigen Ländern und Zeiten flexibel bis zur faktischen Anarchie, zu Lasten von Rechtssicherheit und geordneten Verhältnissen.

## Rechtsquellen

### Römisch-katholische Kirche

#### Göttliches und menschliches Recht
Die römisch-katholische Kirche unterscheidet göttliches und kirchliches (menschliches) Recht. Das göttliche Recht wird nochmals unterschieden in Offenbarungsrecht (ius divinum positivum) im Sinne von in der Offenbarung enthaltenem – insbesondere die hierarchische Kirchenverfassung betreffendem – und ohne Offenbarung allein aus der menschlichen Natur erschließbarem Naturrecht (ius divinum naturale).
Für die Lateinische Kirche wird (ohne Vollständigkeitsanspruch) nur in einzelnen Kanones von einer Regelung kraft göttlichem Recht gesprochen.
Das rein kirchliche Recht wird auch ius humanum oder ius mere ecclesiasticum (durch kirchliche Autoritäten erlassen oder zustimmend sanktioniert) genannt.

#### Zentrale formelle Rechtsquellen
Die römisch-katholische Kirche kennt zwei verschiedene Rechtskreise mit je eigenem Gesetzbuch:
- den Codex Iuris Canonici von 1983 (CIC 1983). Er nimmt in 53 Kanones auf weltliches Recht Bezug.[8]

Zuvor galt der Codex Iuris Canonici von 1917 (CIC 1917), auch pio-benediktinischer Codex genannt. Man spricht auch vom altkodikarischen Recht im Gegensatz zum CIC 1983, der kodikarisches Recht genannt wird.
- den Codex Canonum Ecclesiarum Orientalium (CCEO) für die mit Rom unierten Ostkirchen.

Für die römisch-katholische Gesamtkirche, also für beide Rechtskreise, gilt die Apostolische Konstitution Pastor Bonus.

#### Sonstige formelle Quellen
Kirchliche Gesetzgeber sind der Papst, die Bischofskonferenz und die Diözesanbischöfe. Das von diesen erlassene Recht unterscheidet zwischen Gesetzen (leges), wie Gesetze zu behandelnden allgemeinen Dekreten (decreta generalia), Statuten der kirchlichen Stiftungen und Konstitutionen wie den Ordensregeln. Allgemeine Durchführungsdekrete (decreta generalia exsecutoria), Verwaltungsverordnungen (instructiones) und Geschäftsordnungen (ordines) besitzen keinen Gesetzesrang.

#### Gewohnheitsrecht
Die römisch-katholische Kirche erkennt auch das Gewohnheitsrecht als Rechtsquelle an – für die Lateinische Kirche nach Maßgabe der cc. 23–28 CIC.

### Evangelische (Landes-)Kirchen
Das evangelische Kirchenrecht ist demgegenüber mangels einheitlicher Institutionen dezentraler. Die Rechtsetzung beschränkt sich auf die einzelnen Landeskirchen (mit darauf beschränkter Entfaltung von Gewohnheitsrecht). In Deutschland hat die EKD nur in wenigen Gebieten Kompetenzen zur Setzung unmittelbar anwendbaren Rechts. Verstärkt verständigen sich die Landeskirchen in den konfessionellen Bünden (UEK und VELKD) auf gemeinsame Rechtsetzungen, beispielsweise im Pfarrerdienstrecht. Die Kirchenverfassungen und darauf gestützten Gesetze und Verordnungen unterscheiden sich dennoch in erheblichem Umfang. Bei der Evangelischen Kirche A.u.H.B. in Österreich spricht man von Kirchenrecht und Kirchenordnung.

### Orthodoxe Kirchen
In der orthodoxen Kirche bilden die Kanones, das heißt, die Beschlüsse der Ökumenischen Konzilien sowie einige Äußerungen der Kirchenväter, den Kernbestand des Kirchlichen Rechts. Orthodoxe Bischöfe dürfen hiervon aber abweichen, wenn die „kluge Haushaltung im Hause Gottes“ (Ökonomia) dies im Einzelfall verlangt.

## Regelungsbereiche
Das Kirchenrecht regelt zunächst inneren Aufbau und Organisation der Religionsgemeinschaft (Mitgliedschaft, Kirchengemeinden, Leitungsorgane), also ihre Verfassung. Auf dieser Grundlage können kirchliche Gesetze und Verordnungen ergehen, die sich mit den unterschiedlichsten Themen befassen, beispielsweise Liturgie und Gottesdienstablauf („Agende“), Kasualien („Lebensordnungen“), Vermögensverwaltung und Steuern, Glocken-, Orgel- und Bauwesen, Dienstrecht und mehr.
Eine Besonderheit des römisch-katholischen Kirchenrechts ist das Eherecht samt kirchlichen Ehegerichten, das die evangelische Kirche nicht kennt. Die meisten evangelischen Kirchen verfügen dagegen über eigene Verwaltungs- und Disziplinargerichtsbarkeit.
Für eine große Zahl von Arbeitnehmern in Diakonie und Caritas ist vor allem das Kirchliche Arbeitsrecht von großer praktischer Relevanz (Dritter Weg).

### Lexika, Einführungen
- Stephan Haering, Heribert Schmitz (Hrsg.): Lexikon des Kirchenrechts. Herder, Freiburg (Breisgau) 2004, ISBN 3-451-28522-3 (aktualisierter Auszug aus dem LThK, 3. Auflage, also mehr katholisch).
- Ilona Riedel-Spangenberger, Axel Freiherr von Campenhausen, Reinhold Sebott: Lexikon für Kirchen- und Staatskirchenrecht. 3 Bände. Paderborn 2000–2004, ISBN 3-506-75140-9.
- Heinrich de Wall, Stefan Muckel: Kirchenrecht. Ein Studienbuch. 5. Auflage. C.H. Beck, München 2017, ISBN 978-3-406-66168-6 (1. Teil: Gegenstand und Geschichte des Kirchenrechts; 2. Teil: Staatskirchenrecht; 3. Teil: Katholisches Kirchenrecht; 4. Teil. Evangelisches Kirchenrecht).

### Katholisches Kirchenrecht
- Joseph Listl, Heribert Schmitz, H. Müller (Hrsg.): Handbuch des katholischen Kirchenrechts. 2., grundlegend neubearb. Auflage. Pustet, Regensburg 1999, ISBN 3-7917-1664-6.
- Richard Puza: Katholisches Kirchenrecht (= Uni-Taschenbücher 1395). 2., überarbeitete Auflage. Müller, Heidelberg u. a. 1993, ISBN 3-8252-1395-1.
- Ulrich Rhode: Kirchenrecht. Kohlhammer, Stuttgart 2015 (Studienbücher Theologie; Bd. 24), ISBN 978-3-17-026227-0, 293 S.

### Evangelisches Kirchenrecht
- Hans Ulrich Anke, Heinrich de Wall, Hans Michael Heinig (Hg.): Handbuch des evangelischen Kirchenrechts. Mohr Siebeck, Tübingen 2016, ISBN 978-3-16-154606-8.
- Martin Honecker: Evangelisches Kirchenrecht. Eine Einführung in die theologischen Grundlagen (= Bensheimer Hefte 109). Vandenhoeck & Ruprecht, Göttingen 2009, ISBN 978-3-525-87123-2.
- Mathias Schmoeckel: Grundfragen des evangelischen Kirchenrechts. Mohr Siebeck, Tübingen 2023, ISBN 978-3-16-162018-8.
- Albert Stein: Evangelisches Kirchenrecht. Ein Lernbuch. 2., überarbeitete Auflage. Luchterhand, Neuwied u. a. 1985, ISBN 3-472-52516-9.

### Staatskirchenrecht
- Peter Landau: Grundlagen und Geschichte des evangelischen Kirchenrechts und des Staatskirchenrechts. Mohr Siebeck, Tübingen 2010, ISBN 978-3-16-149455-0.
- Jörg Winter: Staatskirchenrecht der Bundesrepublik Deutschland. Eine Einführung mit kirchenrechtlichen Exkursen. Luchterhand, Neuwied u. a. 2001, ISBN 3-472-04328-8.

### Geschichte des Kirchenrechts
- Der Einfluss der Kanonistik auf die europäische Rechtskultur, hg. von Orazio Condorelli et al., 5 Bde., Böhlau, Köln und Weimar 2009–16, u. a.:
  - Orazio Condorelli, Franck Roumy, Mathias Schmoeckel, David von Mayenburg: Der Einfluss der Kanonistik auf die europäische Rechtskultur, Bd. 1: Zivil- und Zivilprozessrecht Böhlau, Köln und Weimar, 2009, ISBN 978-3-412-20433-4
  - Yves Mausen, Orazio Condorelli, Franck Roumy, Mathias Schmoeckel: Der Einfluss der Kanonistik auf die europäische Rechtskultur, Bd. 4: Prozessrecht Böhlau, Köln und Weimar, 2014, ISBN 978-3-412-22236-9
- Martin Heckel: Martin Luthers Reformation und das Recht. Die Entwicklung der Theologie Luthers und ihre Auswirkung auf das Recht unter den Rahmenbedingungen der Reichsreform und der Territorialstaatsbildung im Kampf mit Rom und den „Schwärmern“. Mohr Siebeck, Tübingen 2016, ISBN 978-3-16-154468-2.
- Othmar Heggelbacher: Geschichte des frühchristlichen Kirchenrechts. Bis zum Konzil von Nizäa 325. Universitätsverlag, Freiburg (Schweiz) 1974, ISBN 3-7278-0103-4.
- Christoph H. F. Meyer: Kanonistik. In: Handwörterbuch zur deutschen Rechtsgeschichte. 2. Auflage. Band 2. Berlin 2008, S. 1576–1580 (hrgdigital.de [abgerufen am 12. Mai 2022]).
- Gerhard Rau (Hrsg.): Zur Geschichte des Kirchenrechts (= Das Recht der Kirche, Bd. 2). Gütersloher Verlagshaus, Gütersloh 1995, ISBN 3-579-02019-6.
- Mathias Schmoeckel: Kanonisches Recht. Geschichte und Inhalt des Corpus iuris canonici: ein Studienbuch (= Kurzlehrbücher für das juristische Studium). C.H.Beck, München 2020, ISBN 978-3-406-74910-0.
- Anders Winroth, John C. Wei (Hrsg.): The Cambridge History of Medieval Canon Law. Cambridge University Press, Cambridge 2022, ISBN 978-1-139-17722-1, doi:10.1017/9781139177221 (cambridge.org [abgerufen am 5. Mai 2022]).

### Katholisches Kirchenrecht
- Codex Iuris Canonici online (CIC/1983 deutsch und lateinisch, CCEO und CIC/1917 lateinisch)
- CCEO online (mehrsprachig)
- Kirchenrecht online (Ulrich Rhode)
- Ken Pennington: Medieval and Early Modern Jurists: A Bio-Bibliographical Listing, Catholic University of America 2011-2012.

- Hamburg: KABl. (ZDB-ID 1223760-7; 1995–/online 2000–)
  - Hildesheim: KAnz. (ZDB-ID 516804-1; 1889–/online 2002–)
  - Osnabrück: KABl. (ZDB-ID 506690-6; 1884–/online 2008–)
- Berlin: ABl. (ZDB-ID 1410934-7; 1998–/online 2014–)
  - Görlitz: ABl. (ZDB-ID 1205043-x; 1994–/online 2008–)
  - Dresden-Meißen: KABl. (ZDB-ID 1060068-1; 1991–/online 2016–)
- Paderborn: KABl. (ZDB-ID 516833-8; 1930–/online 2006–)
  - Fulda: KABl. (ZDB-ID 506028-x; 1885–)
  - Erfurt: ABl. (ZDB-ID 1207773-2; 1994–)
  - Magdeburg: ABl. (ZDB-ID 2139833-1; 1994–/online 2012–)
- Köln: ABl. (ZDB-ID 303304-1; 1852–/online 2005–)
  - Essen: KABl. (ZDB-ID 516815-6; 1958–/komplett online)
  - Münster: KABl. (ZDB-ID 516828-4; 1857–/online 2012–)
  - Aachen: KAnz. (ZDB-ID 516798-x; 1931–)
  - Trier: KABl. (ZDB-ID 219452-1; 1853–/online 2000–)
  - Limburg: ABl. (ZDB-ID 505977-X; 1853–/online 1985–)
- Freiburg: ABl. (ZDB-ID 502745-7; 1857–)
  - Rottenburg-Stuttgart: KABl. (ZDB-ID 304111-6; 1894–/online 2016–)
  - Mainz: KABl. (ZDB-ID 506029-1; 1858–)
- Bamberg: ABl. (ZDB-ID 2046211-6; 1878–)
  - Eichstätt: PBl. (ZDB-ID 518597-x; 1854–/online –1878)
  - Würzburg: WDBl. (ZDB-ID 518527-0; 1855–/online 1855–2006)
  - Speyer: OVB (ZDB-ID 2177323-3; 1908–/online 2000–)
- München-Freising: ABl. (ZDB-ID 506689-x; 1880–)
  - Augsburg: ABl. (ZDB-ID 505980-x; 1891–)
  - Regensburg: ABl. (ZDB-ID 505981-1; 1852–/online 2012–)
  - Passau: ABl. (ZDB-ID 505979-3; 1871–)
- Österreichische Bischofskonferenz: ABl. (ZDB-ID 1100279-7; 1984–/komplett online)
  - Salzburg: VBl. (ZDB-ID 568041-4; 1851–/online 2001–)
    - Feldkirch: DBl. (ZDB-ID 1248177-4; 1969–/online 2008–)
    - Innsbruck: DBl. (ZDB-ID 2167795-5; 1965–)
    - Gurk-Klagenfurt: KVBl. (ZDB-ID 568039-6; 1843–/online 2002–)
    - Graz-Seckau: KVBl. (ZDB-ID 1248247-x; 1856–/online 1999–)

  - Wien: WDBl. (ZDB-ID 553999-7; 1863–/online 2005–)
    - Eisenstadt: AM (ZDB-ID 1248092-7; 1960–)
    - St. Pölten: DBl. (ZDB-ID 573594-4; 1894–/online 2012–)
    - Linz: LDBl. (ZDB-ID 544643-0; 1855–/online 1970–)

  - Österreichische Militärdiözese: ABl. (ZDB-ID 2128669-3; 1989–/online 1990–)
- Schweizer Bischofskonferenz: SKZ (ZDB-ID 302216-x; 1832–/online 2013– und 1832–2017)
- Vaduz: Vobiscum (ZDB-ID 2226797-9; 1999–)

- Alt-Katholische Kirche in Deutschland: AKBl. (ZDB-ID 557459-6; 1878–/online 2010–)

### Evangelisches Kirchenrecht
- Fachinformationssystem Kirchenrecht
- Evangelische Kirche in Deutschland: ABl. EKD (ZDB-ID 40161-4, 1946–/online 1987–)
- Union Evangelischer Kirchen: ABl. EKD
  - Anhalt: ABl. (ZDB-ID 1183668-4, 1919/56–/online 2004–)
  - Baden: GVBl. (ZDB-ID 511128-6, 1861–/online 2000–)
  - Berlin-Brandenburg-schlesische Oberlausitz: KABl. (ZDB-ID 2142312-X; 2004–/Vorgänger online 2000–)
  - Bremen: GVM (ZDB-ID 537008-5, 1925–/online 2001–)
  - Hessen-Nassau: ABl. (ZDB-ID 506009-6, 1934/47–/online 2004–)
  - Kurhessen-Waldeck: KABl. (ZDB-ID 960865-5, 1886–/online 2004–)
  - Lippe: GVOBl. (ZDB-ID 537019-x, 1916–/online 2007–)
  - Mitteldeutschland: ABl. (ZDB-ID 2475033-5, 2005–/Vorgänger online 1996/2003–)
  - Pfalz: ABl. (ZDB-ID 219437-5, 1921–/online 2007–)
  - Evangelisch-Reformierte Kirche: GVBl. (ZDB-ID 2628545-9, 1884–/online 2001–)
  - Rheinland: KABl. (ZDB-ID 219438-7, 1860–/online 1990–)
  - Westfalen: KABl. (ZDB-ID 40911-x, 1859–/online 1989–)
- Vereinigte Evangelisch-Lutherische Kirche Deutschlands: ABl. VELKD (ZDB-ID 253-7, 1954–/online 2001–)
  - Bayern: ABl. (ZDB-ID 505991-4, 1914–)
  - Braunschweig: ABl. (ZDB-ID 563976-1, 1887–/online 1994–)
  - Hannover (Niedersachsen): KABl. (ZDB-ID 40912-1, 1885–/online 2008–)
  - Mitteldeutschland: ABl.
  - Norddeutschland: KABl. (ZDB-ID 2662817-X, 2012–/Vorgänger online 1919–)
  - Sachsen: ABl. (ZDB-ID 505993-8, 1874–/online 2004–)
  - Schaumburg-Lippe: KABl. (ZDB-ID 41057-3, 1929–/online 2007–)
  - Oldenburg: GVBl. (ZDB-ID 537023-1, 1849–/online 2005–)
  - Württemberg: ABl. (ZDB-ID 506013-8, 1855–/online 2000–)
- Historisch
  - Deutscher Evangelischer Kirchenbund: AKBl. (ZDB-ID 513891-7, 1852/1922–1936/online –1878)
  - Bund der Evangelischen Kirchen in der DDR: MBl. BEK (ZDB-ID 188152-8, 1971–1989)
- Evangelisch-methodistische Kirche in Deutschland: ABl. (1968–/online 2009–)

- Evangelische Kirche A. u. H. B. in Österreich: ABl. (ZDB-ID 1165370-x, 1939–/online 2004–)

- Schweizerischer Evangelischer Kirchenbund: Rechtliches und Reglemente
  - Aargau: Rechtssammlung
  - Appenzell: Gesetze
  - Basel-Landschaft: Kirchliche Gesetzessammlung
  - Basel-Stadt: Gesetzessammlung
  - Bern-Jura-Solothurn: Kirchliche Erlasssammlung (KES)
  - Freiburg: Recht
  - Église Protestante de Genève: Constitutions et réglements
  - Église Évangélique Libre de Genève: Constitution
  - Glarus: Gesetzessammlung
  - Graubünden: Gesetzessammlung
  - Luzern: Gesetzestexte und Erlasse
  - Neuchâtel: Législation
  - Nidwalden: Gesetze und Ordnungen
  - Obwalden: Statut
  - St. Gallen: Erlasse
  - Schaffhausen: Rechtstexte
  - Schwyz: Verfassung/Kirchenordnung/Reglemente
  - Solothurn: Gesetze und Verordnungen
  - Thurgau: Gesetze und Verordnungen
  - Ticino: ?
  - Uri: Verordnungen
  - Vaud: Documents officiels
  - Wallis: Kirchenverfassung und Reglemente
  - Zug: Gesetze und Reglemente
  - Zürich: Recht
  - Evangelisch-methodistische Kirche in der Schweiz: ?